# ایخلهارت
ایخلهارت (به آلمانی: Eichelhardt) یک شهر در آلمان است که در راینلاند-فالتس واقع شده‌است.

## خصوصیات
ایخلهارت ۴۷۶ نفر جمعیت دارد.